# Neumania papillator
Neumania papillator är en kvalsterart som beskrevs av Marshall 1922. Neumania papillator ingår i släktet Neumania och familjen Unionicolidae. Inga underarter finns listade i Catalogue of Life.